# Élections législatives norvégiennes de 1977
Les élections législatives norvégiennes de 1977 (Stortingsvalet 1977, en norvégien) se sont tenues le 12 septembre 1977, afin d'élire les cent cinquante-cinq députés du Storting pour un mandat de quatre ans.

## Résultats
Le Parti travailliste obtient la majorité absolue au Storting. C'est la dernière fois qu'un parti obtient la majorité absolue, depuis tous les gouvernements sont des gouvernements de coalition.